# La princesa y los duendes
La princesa y los duendes (Die Prinzessin und der Kobold, en alemán) es una película de animación estrenada en 1991, dirigida por József Gémes.
Es una coproducción entre Hungría y Alemania basada en la novela infantil La princesa y los trasgos del autor escocés George MacDonald. La historia mezcla fantasía, aventura y valores familiares, dirigida principalmente al público infantil.

## Argumento
En un reino fantástico, donde todo parece discurrir en armonía, habita un bondadoso rey y su hija, la princesa Irene. Un día, Irene se interna en el bosque y allí comienzan a acorrarlarle los siniestros duendes, unos seres que viven bajo tierra y ansían el momento de salir a la superficie para dominar el reino.

## Producción
La película fue producida por Pannónia Filmstúdió en Hungría y DEFA en Alemania, utilizando técnicas tradicionales de animación 2D típicas de la época. La dirección y guion estuvieron a cargo de József Gémes, quien también participó en el desarrollo artístico.

## Banda sonora
La música original fue compuesta por György Vukán, cuya partitura acompaña la atmósfera mágica y aventurera del film.

## Estreno y recepción
La princesa y los duendes se estrenó inicialmente en Hungría el 17 de noviembre de 1991. En España, llegó a los cines el 14 de marzo de 1994, distribuida por Beaufilm.
A pesar de su paso por la gran pantalla española, la película nunca ha sido editada en formato doméstico (DVD o Blu-ray) en España.
La recepción fue discreta, con valoraciones positivas sobre su estilo clásico y su mensaje para niños, pero no alcanzó gran popularidad en el mercado internacional.

## Temas
La cinta aborda temas como la valentía, la amistad y la magia, promoviendo valores tradicionales de bondad y cooperación.